# Пинарес — Лас-Делисьяс
Пинарес — Лас-Делисьяс (исп. Pinares – Las Delicias) — курортный город в южной части Уругвая, в департаменте Мальдонадо. Расположен на берегу эстуария Ла-Плата. По сути является юго-западным продолжением административного центра департамента, города Мальдонадо.

## Население
Население по данным на 2011 год составляет 9 819 человек.
| Год  | Население |
| ---- | --------- |
| 1985 | 4 646     |
| 1996 | 6 989     |
| 2004 | 8 524     |
| 2011 | 9 819     |

Источник: Instituto Nacional de Estadística de Uruguay